# آستین ۱۲/۶
آستین ۱۲/۶ (Austin 12/6) خودرویی است که در سال‌های ۱۹۳۱–193730,316 produced تولید شده‌است. طول آن در حالت طبیعی ۱۵۴ اینچ (۳٬۹۰۰ میلیمتر) و عرض آن در حالت طبیعی ۶۰ اینچ (۱٬۵۰۰ میلیمتر) است.
موتور آن ۱۴۹۶ سی‌سی است.